# Parcelacja Pierwsza (Bogucice Pierwsze)
Parcelacja Pierwsza – część wsi Bogucice Pierwsze w Polsce, położona w województwie świętokrzyskim, w powiecie pińczowskim, w gminie Pińczów.
W latach 1975–1998 Parcelacja Pierwsza administracyjnie należała do województwa kieleckiego.